# Mimudea detersalis
Mimudea detersalis là một loài bướm đêm trong họ Crambidae.